# Ortnamn i Småland
Ortnamn i Småland kan, liksom de övriga svenska ortnamnen, delas upp i naturnamn och kulturnamn. Kulturnamnen är ofta bebyggelsenamn med  efterled där bebyggelsen beskrivs, såsom -by (Högsby) och -torp (Hillerstorp).
Vissa ortnamn är speciella för Småland och delar av omgivande landskap. Exempel på detta är namn som har efterleden -lösa, -måla och -ryd. Ortnamnen i Småland är, som i alla andra landskap i Sverige, dels osammansatta ortnamn och dels sammansatta. Av de sammansatta ortnamnen har de flesta två ordled, förled och efterled. 
Några av de osammansatta namnen är enstaviga, som till exempel Os och Tolg. Andra är tvåstaviga som till exempel Berga och  Tuna. Ändelsen -a betecknar ofta pluralis. Av de sammansatta ortnamnen har de flesta två ordled, förled och efterled, som till exempel Fårbo och Rosenfors, men det finns också namn med tre ordled, som Ljungbyholm och Vassmolösa. 

## Definition av begreppet ortnamn
Ortnamn eller toponymer är namn på geografiska företeelser och ortnamnen kan delas upp i bebyggelsenamn och naturnamn.
En språkvetenskaplig definition är att "ett ortnamn är ett språkligt uttryck som i en viss namnbrukarkrets är knutet till en bestämd plats".

## Ortnamnskategorier
Alla ortnamn delas upp i två huvudkategorier: naturnamn och kulturnamn. Kulturnamnen kan indelas tre kategorier: ägonamn, bebyggelsenamn och namn på artefakter. 
 
Naturnamn är namn på vattendrag, sjöar, skogar o.s.v. Ägonamn är namn på mark som används för jordbruk och boskapsskötsel, till exempel åkrar, ängar och hagar. Bebyggelsenamn är namn på tätorter, byar, gårdar, bygder med mera. Artefaktnamn är namn på broar, hamnar, gruvor, gravhögar m.m. Bebyggelsenamn kan vara primära eller sekundära. Primära bebyggelsenamn avser bebyggelse redan från början, till exempel de som slutar på -by (som Ljungby),  eller -torp (som  Grimstorp). Sekundära bebyggelsenamn har inte från början betecknat bebyggelse. Dessa bebyggelsenamn har ursprungligen varit naturnamn, ägonamn eller artefaktnamn. Exempel på sådana ortnamn i Småland  är Hjältevad, Lammhult, Sandsbro med flera.

## ResidensstädernaJönköping, Kalmar och Växjö
- Jönköping (Iunakøpung 1278) har förledet Iuna- av en bäck som kallades Iunabækkær. Förledet till detta namn kan vara ett äldre, osammansatt bäcknamn Iūn, som kommer av ýr 'idegran'. Efterledet kommer av fornsvenska køpinger 'handelsplats'.[7]
- Kalmar (Calmarna oppidum ['stad'] ca 1200) kommer av fornsvenska Kalmarnar. Förledet är kalm 'stenröse'. Efterledet är pluralis av arin 'grusig mark'.[8]
- Växjö (Wexionensem 1100-talet) kommer av ett sjönamn som den nuvarande Växjösjön har haft. Det tidigare sjönamnet var sammansatt av väg och sjö, alltså är betydelsen 'vägsjön'. Detta namn förklaras av att flera viktiga vägar sammanstrålade vid sjön och den dåvarande marknadsplatsen.[9]

## Typiska småländska ortnamnsled och ortnamnsändelser

### Ortnamnsförled med trädanknytning
- Al- finns i Alseda.
- Alm- finns i omljudd form i Älmhult.
- Apel- finns i Apladalen.
- Ask- finns i Askeboda och i omljudd form i Äskeryd.
- Asp- finns i Aspö.
- Björk- finns i Björkhult.
- Bok- finns i omljudd form i Bökhult.
- En- finns i Eneryda.
- Ek- finns i Ekeberga.
- Fur- finns i Furuby.
- Gran- finns i Granhult.
- Hassel- finns i omljudd form i Hässleby.
- Lind- finns i Linderås.
- Lönn- finns i Lönneberga.

### Ortnamnsefterled som betecknar bebyggelse

hult

rum

ryd

sjö

- -berga I Småland har några socknar fått namn efter berg och därmed fått efterledet -berga. Exempel: Korsberga, Lönneberga och Ormesberga. I speciellt Kronobergs län finns även en del byar med efterledet -berga som inte är kyrkbyar, som Horsaberga, Hästberga och Väraberga.
- -boda (-bo)  betecknade ursprungligen bodar för tillfälligt bruk, som slåtterbodar, förvaringsbodar, sjöbodar m.m. De flesta namnen av på -boda och -bo i Småland med betydelsen 'bod, bodar' finns i skogstrakterna men även i kustbygden. Förledet är ofta ett personnamn, till exempel i Algutsboda, Aneboda, Bosebo, Gullabo m.fl.
- -by har ursprungligen sannolikt betytt 'boplats, bebyggelse' som den senare betydelsen 'gård, by' har utvecklats från. I Småland finns bland annat Gamleby, Ljungby, Läckeby och Rockneby.
- -fall, 'svedjefall', är vanligt i de småländska skogstrakterna. Exempel: Bäckafall, Isfall och Slättfall.
- -horva, 'inhägnad liten åker', är vanligt förekommande i Kalmar län. Exempel: Hamphorva, Siggehorva och Vällehorva.
- -hult är ursprungligen ett naturnamn, och betyder 'liten skog, skogsdunge'. Detta efterled är mycket vanligt i Småland. Exempel är Döderhult, Lidhult och Älmhult.
- -landa betyder 'åker, odlad mark' och liknande. Exempel är Dänningelanda, Vislanda, Odenslanda och Vetlanda.
- -lösa kan betyda 'äng, betesmark'. Förledet beskriver ofta terrängen. Efterledet -lösa finns bland annat i sockennamnet Förlösa. Bland namn på tätorter, byar och gårdar finns Vassmolösa och Skäggalösa. Sistnämnda namn har som förled ett mansnamn Skægge.
- -löv har betydelsen 'gård som någon fått i arv eller lämnat efter sig'. I Småland finns namnen på -löv i Kronobergs län och i Jönköpings län. Exempel på dessa namn är sockennamnen Adelöv, Skatelöv och Vederslöv.
- -måla är typiskt för Småland, men även för Blekinge och södra Östergötland. -måla är släkt med ordet mål 'mått' som betyder 'avgränsat, uppmätt jordstycke’. Det är mycket vanligt att namnen på -måla har ett mansnamn som förled, till exempel Persmåla, en by i Madesjö. Ett annat vanligt förled är sjönamn, till exempel Alsjömåla, en gård i Vissefjärda. Förleden kan ofta vara redan etablerade bebyggelsenamn. Ett exempel är Källstorpsmåla, en gård i Ljungby socken i  Södra Möre, där gården Källstorp var den moderbebyggelse som -måla-kolonisationen hade utgått från. I de allra flesta fall är det en gård eller mindre by som har -måla-namn. Ett enda av de småländska -måla-namnen är namn på ett samhälle, nämligen Blomstermåla. Namnen förekommer mest koncentrerat i södra Småland, nära gränsen till Blekinge, samt i östra delen av Kalmar län.
- -rum är vanligt i norra och östra Småland. Detta efterled betyder 'öppen plats'. Många av dessa namn har kanske ursprungligen betecknat slåtter- och betesmarker. Några exempel på -rum i Småland: Ankarsrum, Byarum och Forserum.
- -ryd är liksom -måla ett typiskt småländskt ortnamn. Betydelsen av -ryd är 'röjning (i skog)'.  Efterleden har sin största spridning i skogsbygderna i det inre av Småland. Exempel på namn är Färgaryd, Hallaryd och Unnaryd.
- -sjö är vanligt förekommande i Småland på grund av de många sjöarna i landskapet. Det finns många sockennamn med efterledet -sjö, som Dädesjö, Nävelsjö och Örsjö. Även några stadsnamn slutar på sjö: Eksjö, Nässjö, Sävsjö och Växjö.
- -skruv är ett ortnamnsefterled som endast förekommer i sydöstra Småland, huvudsakligen i Kronobergs län. Dialektalt kan -skruv betyda 'strut', och har kopplats till någon slags smältugn, hytta, i medeltidens järnhantering.[10][11] Exempel på sådana namn är Arnaskruv, Gullaskruv, Hageskruv, Kylleskruv, Källeskruv, Tikaskruv och Älgaskruv.
- -stad förekommer på många platser i Småland, liksom i övriga Götaland. I Svealand, i östra Norrland och i Jämtland skrivs efterledet som -sta. I Småland finns den största koncentrationen av -stad-namn i den norra delen av Kalmar län. Den ursprungliga betydelsen av -stad har antagits vara 'plats, ställe', men även andra tolkningar har föreslagits. Namn med efterledet -stad i Småland är Blackstad, Ingelstad och Villstad.
- -torp innebär  i en äldre betydelse 'nybygge, utflyttargård' och de äldsta av dessa namn är från förhistorisk tid. På vikingatiden och medeltiden uppstod ett andra skikt av namn på -torp. Till dessa äldre namn hör i Småland sockennamnen Anderstorp och Karlstorp. Att -torp-namnen har ett mansnamn som förled är mycket vanligt. Under nyare tiden har en mängd namn med efterledet -torp bildats. Dessa namn kan då beteckna  dagsverkstorp, soldat- och båtsmanstorp m.m.
- -arp: I Småland (liksom i Skåne) har en del -torpnamn kommit att få sitt efterled förkortat till -arp. Det finns fyra sådana sockennamn i Småland: Barnarp, Dörarp, Hakarp samt Månsarp.[12][13]

### Ortnamnsefterled som betecknar bruksorter och industrier
De flesta av Smålands bruksorter uppstod till största delen under första delen av 1700-talet. I vissa av brukens ortnamn ingår ordet bruk som efterled. Även -hammar (som betecknar 'vattenhammare') kan förekomma.
- -bruk Exempel: Edsbruk, Hyltebruk, Rydöbruk och Strömsnäsbruk.
- -hammar I Lindshammar startades år 1825 ett pappersbruk. År 1861 grundades Lindshammars Spik- och Manufaktur verk, som använde sig av en vattenhammare.[14] Norrahammar: Wilhelm och Emil Spånberg köpte omkring 1870 stångjärnshammaren ”Norre Hammaren” vid Tabergsån. Detta blev upptakten till Norrahammars bruk.[15][16]

Bruksorterna var beroende av vattenkraft och därför ingår ofta -fors eller -ström i orternas namn.
- -fors Exempel: Bodafors, Fågelfors och Orrefors.
- -ström Klavreström, Pauliström och Sävsjöström.

### Ortnamn som påminner om hednisk kult
De ortnamn som har namnet på en fornnordisk gud eller gudinna i sitt förled kallas teofora ortnamn. Tillsammans med övriga ortnamn som syftar på gudadyrkan benämns de sakrala ortnamn.
Namn med efterledet -vi (helgedom) förekommer i Småland i den norra hälften av Kalmar län. 
- Frövi i Högsby betyder 'gudinnan Fröjas vi'.
- Frösvi i Blackstad betyder 'guden Frös vi'.
- Locknevi ((de) Lødhkonuwj 1371) kan komma av en gudinnebeteckning Lodhkona 'växtlighetsgudinna'.
- Odensvi har varit en kultplats för guden Oden.
- Ullevi i Gamleby betyder 'guden Ulls vi'.[19]

- Även Södra Vi ligger i Kalmar läns norra del.

Namn med efterledet -eke:
- Fröseke i Uppvidinge, kultplats för guden Frö.[19]

Namn med efterledet -ås: Tre socknar i Småland heter Torsås: Torsås, VästraTorsås och ÖstraTorsås. Dessa namn har guden Tor i sitt förled.
Namnet Fryele ((de) Frøal ca 1220) kan tolkas som gudinnan Fröjas al, alltså en kultplats.
Namnet Hov i Växjö betyder 'gudahov, kultplats'. Intill Växjö ligger Helgasjön,
’den heliga sjön’.

### Ortnamnsefterled som betecknar höjder
- -klint betyder 'markerad bergkulle'. Efterledet förekommer främst i Smålands östra och norra delar. Exempel: Hällaklint, Korpeklint, Ramlaklint och Seboklint.

### Ortnamnsefterled som betecknar småsjöar
- -göl, -gölen Ordet göl betyder 'liten djup sjö i skogs- eller myrmark'. Som ortnamn är -göl, -gölen mycket vanligt i Småland och södra Östergötland, men det förekommer också i andra landskap i södra Sverige. Exempel för -göl (obestämd form): Bogöl, Hargöl och Tångagöl. Exempel för -gölen (bestämd form): Hammargölen, Lannarumsgölen och Svartgölen.

### Ortnamnsändelser
-a är en vanlig pluraländelse i svenska ortnamn. I vissa områden är -e vanligare, till exempel på Gotland, i Bohuslän, i vissa delar av Värmland (till exempel Sunne) och i Härjedalen Hede ((ii) Hedha sokn 1397) och Jämtland (Stavre). I Småland är ändelsen -a den vanligaste pluraländelsen, till exempel i Tveta och Ukna.
-inge är en avledningsändelse och betecknar invånarna på en viss plats, till exempel Blädinge, Frödinge och  Kläcklinge.